# Roux (canton)
Pour les articles homonymes, voir Roux.
Roux est un canton canadien de forme irrégulière de la région de la Chaudière-Appalaches.  Il fut proclamé officiellement le 6 juillet 1867.  Il couvre une superficie de 15 250 hectares.
Le canton a été divisé en 9 rangs, les rangs I à IV comptent chacun 41 lots, les rangs V à VII ont quant à eux 46 lots. Finalement les rangs Nord-Est et Sud-Ouest qui sont perpendiculaires aux autres comptent 59 lots.
Le canton comprend des parties des municipalités de Saint-Magloire, Saint-Philémon et Sainte-Sabine.
Autrefois, le canton était administré par la municipalité des townships unis de Roux, Bellechasse et Daaquam, qui est aujourd’hui la municipalité de Saint-Magloire.

## Toponymie
Le toponyme Roux est en mémoire de Jean-Henry-Auguste Roux (1760-1831) qui fut entre autres supérieur des Sulpiciens du Canada.